# Nerenstetten
Nerenstetten är en kommun (tyska Gemeinde) i Alb-Donau-Kreis i förbundslandet Baden-Württemberg i Tyskland. Folkmängden uppgår till cirka 370 invånare, på en yta av 6,09 kvadratkilometer.
Kommunen ingår i kommunalförbundet Langenau tillsammans med staden Langenau och kommunerna Altheim (Alb), Asselfingen, Ballendorf, Bernstadt, Börslingen, Breitingen, Holzkirch, Neenstetten, Öllingen, Rammingen, Setzingen och Weidenstetten.

## Befolkningsutveckling
| Befolkningsutvecklingen i Nerenstetten 1975–2015 | Befolkningsutvecklingen i Nerenstetten 1975–2015 | Befolkningsutvecklingen i Nerenstetten 1975–2015 | Befolkningsutvecklingen i Nerenstetten 1975–2015 | Befolkningsutvecklingen i Nerenstetten 1975–2015 |
| ------------------------------------------------ | ------------------------------------------------ | ------------------------------------------------ | ------------------------------------------------ | ------------------------------------------------ |
|                                                  |                                                  |                                                  |                                                  |                                                  |
| År                                               |                                                  |                                                  | Folkmängd                                        | Areal (ha)                                       |
| 1975                                             | 1975                                             |                                                  | 269                                              | 606                                              |
| 1980                                             | 1980                                             |                                                  | 303                                              |                                                  |
| 1985                                             | 1985                                             |                                                  | 295                                              |                                                  |
| 1990                                             | 1990                                             |                                                  | 321                                              | 609                                              |
| 1995                                             | 1995                                             |                                                  | 320                                              |                                                  |
| 2000                                             | 2000                                             |                                                  | 348                                              |                                                  |
| 2005                                             | 2005                                             |                                                  | 366                                              |                                                  |
| 2010                                             | 2010                                             |                                                  | 342                                              |                                                  |
| 2015                                             | 2015                                             |                                                  | 329                                              |                                                  |
|                                                  |                                                  |                                                  |                                                  |                                                  |